# Copiula fistulans
Espèce
Statut de conservation UICN

 LC  : Préoccupation mineure
Copiula fistulans est une espèce d'amphibiens de la famille des Microhylidae.

## Répartition
Cette espèce est endémique de Papouasie-Nouvelle-Guinée. Elle se rencontre en dessous de 500 m d'altitude autour de la baie entre Finschhafen dans la province de Morobe et Popondetta dans la province nord (ou d'Oro),.

## Publication originale
- Menzies & Tyler, 1977 : The systematics and adaptations of some Papuan microhylid frogs which live underground. Journal of Zoology, vol. 183, no 4, p. 431-464.